# Epitheliaceae
Epitheliaceae är en familj av svampar. Epitheliaceae ingår i ordningen Polyporales, klassen Agaricomycetes, divisionen basidiesvampar och riket svampar.
Familjen innehåller bara släktet Epithele.